# Aanslagen in Londen en Glasgow in juni 2007
Op 29 juni 2007 zijn twee terroristische aanslagen voorkomen in Londen, Groot-Brittannië. De dag erna, op 30 juni, mislukte een aanslag op de luchthaven van Glasgow, Schotland.

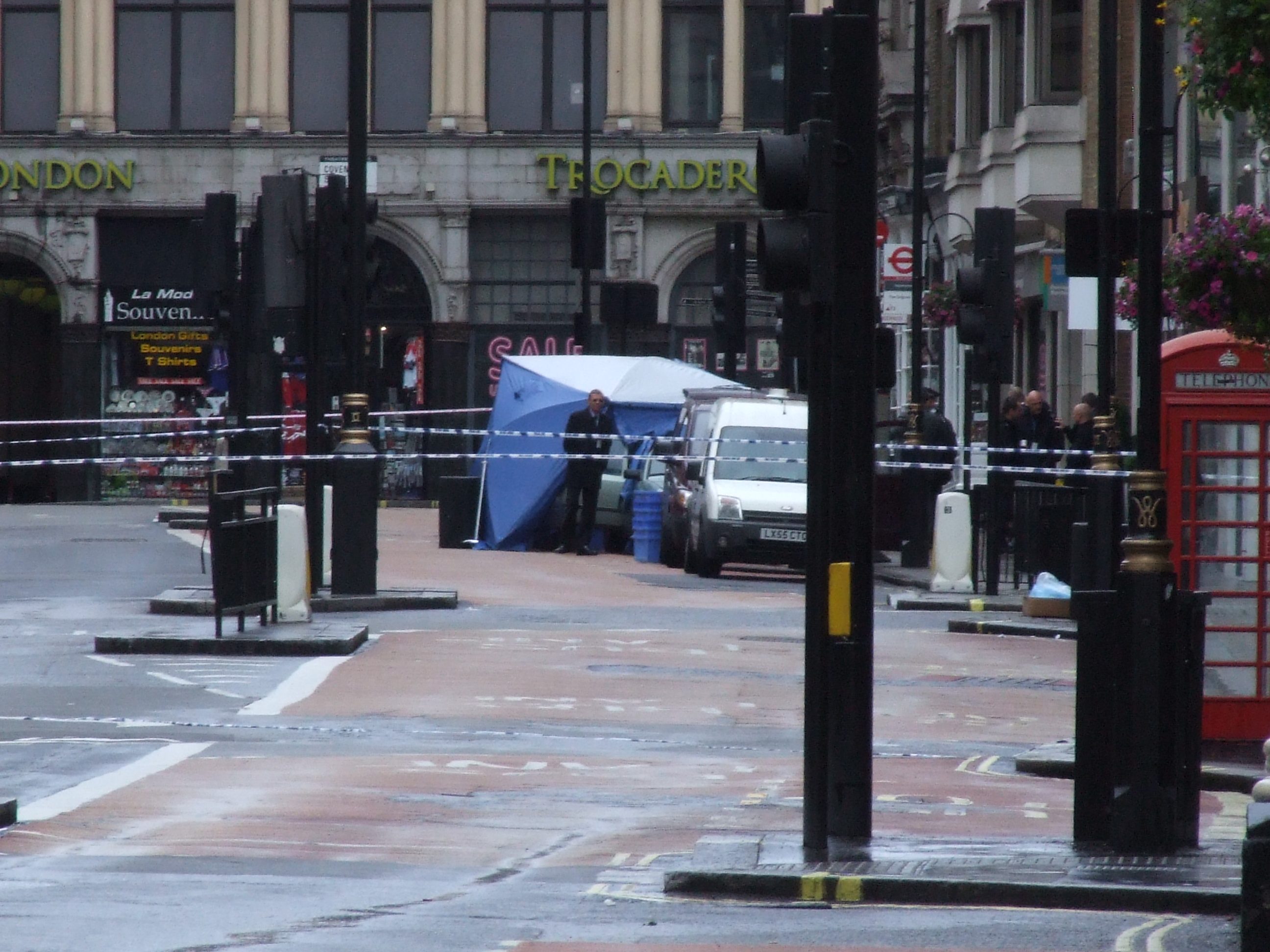
Onder een tent de auto van het eerste incident.

## 29 juni

### Bomauto bij West End
Vroeg in de ochtend van 29 juni werd bij West End bij toeval de eerste bomauto gevonden door een passerende ambulance. De auto was geparkeerd voor een nachtclub in Haymarket. De bemanning van de ambulance zag rook in de auto waarop de politie werd ingelicht. Nadat deze was gearriveerd werd de omgeving afgesloten. Na onderzoek werd geconstateerd dat de auto, een Mercedes 300SE, een aantal propaangascilinders, en een tank met 60 liter benzine bevatte, en een grote hoeveelheid spijkers. Deze tanks en materialen werden verwijderd, en de auto weggesleept voor forensisch onderzoek.

### Gebeurtenissen van de dag
Hier volgt een chronologisch overzicht van de gebeurtenissen van 29 juni, de tijden zijn lokale tijd.
- 01:25: Een ambulance ziet de eerste verdachte auto, waaruit een walm komt.
- 02:00: De Metropolitan Police Service onderzoekt de auto en sluit de omgeving af.
- 02:30: Een tweede auto wordt gevonden bij Cockspur Street, nabij Trafalgar Square.
- 03:30: De tweede auto wordt weggesleept naar Park Lane. De politie vindt een ontstekingsmechanisme in de eerste auto.
- 04:00: Een ooggetuige ziet dat de politie gasflessen verwijdert uit een auto.
- 08:00: Het metrostation Piccadilly Circus wordt ontruimd en afgesloten.
- 10:25: De auto wordt weggesleept van Haymarkt en wordt voor nader onderzoek naar een laboratorium in Kent overgebracht.
- 10:30 De Britse regering bespreekt de situatie. Het metrostation onder Piccadilly Circus wordt heropend.
- 14:30 Park Lane wordt afgesloten na de vondst van een tweede verdachte auto.
- 15:45 Een politierobot wordt ingezet om het te onderzoeken.
- 17:00 Politie sluit Fleet Street af na vondst van derde verdachte auto.
- 18:00 Fleet Street wordt heropend nadat er niets is gevonden in de auto.
- 19:00 De politie bevestigt dat er in de verdachte auto in Park Lane een "device", een apparaat is gevonden.
- 20:45 De politie bevestigt dat er in beide auto's gastanks, benzine en spijkers zijn gevonden.

### Tweede bomauto
Later op de dag vond de politie nog een verdacht voertuig, ook een Mercedes. Het ging hier blijkbaar om een vergelijkbare bomauto. De samenstelling van de bommen was precies hetzelfde als die van de eerste, waarna de politie van Londen alarm sloeg. De politie riep de bevolking op tot waakzaamheid en kalmte, en meldde dat deze dreiging serieus moest worden genomen.

## 30 juni
Op 30 juni gebeurde er een incident op Glasgow International Airport: een Jeep Cherokee reed met een hoge snelheid in op terminal 1 en vloog in brand. Het zou volgens de politie een bewuste actie zijn geweest. Bij deze actie viel één gewonde: een van de personen in de auto. Hij is met zware brandwonden in kritieke toestand opgenomen in het ziekenhuis. Een andere persoon werd gearresteerd. De Britse politie gaat intussen uit van een mislukte terroristische aanslag, daags na de mislukte bomaanslagen in Londen. De Britse premier Gordon Brown betitelde dit incident als een mislukte aanslag op de Internationale Luchthaven van Glasgow.
Op 3 augustus 2007 overleed een van de daders in het ziekenhuis, Kafeel Ahmed lag al enige tijd in coma omdat hij voor 90 procent was verbrand.

## Gevolgen
Naar aanleiding van deze incidenten werd het Britse terreuralarm in heel Groot-Brittannië verhoogd tot kritiek, de hoogste fase van het alarm. Dit werd op 4 juli weer verlaagd tot het niveau ernstig. Ook zijn er extra veiligheidsmaatregelen genomen rondom de luchthavens in het land. Zo is het niet meer mogelijk om met een auto vóór een terminal te komen. Ook in de VS zijn extra maatregelen van kracht, maar daar was de verhoging van het terreuralarm slechts een voorzorgsmaatregel. In Nederland werden geen extra maatregelen genomen.